# 自然骗徒之争

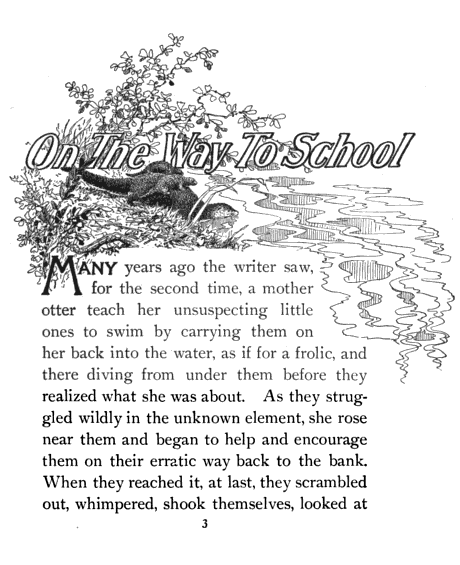
威廉·J·朗 (William J. Long) 的《森林学校》(School of the Woods)（1902）中的插图，描绘了一只水獭教她的幼崽游泳

自然骗徒之争（nature fakers controversy）是20世纪初期兴起的一场美国文学辩论，着重在强调盛行于文学界的自然写作中科学理性与科普感性之间的冲突。辩论涉及美国文学、环境和政治界的重要人物。《纽约时报》將其称之为“博物学家之战”。这场辩论反映了当代人类对自然世界看似不可调和的观点：当时的自然作家意见不一，其中一些主张他们的野生动物拟人化实例具有真实性，另一些则质疑动物是否具有适应、学习、教导和推理的能力。
这场争论源自于一次新文学运动，在这之后自19世纪末开始人们对自然界的兴趣日渐浓厚，并且随后的文学作品转而以感性而非理性的角度来描绘自然界。欧尼斯特·汤普森·西顿的《我所知道的野生动物》(Wild Animals I Have Known)（1898）和威廉·J·朗 (William J. Long) 的《森林学校》(School of the Woods)（1902）等作品使得这一新的文学类型流行开来，这些作品突出强调了动物富有同情心和个人主义的形象特点。 1903年3月，博物学家、散文家约翰·巴勒斯在《大西洋月刊上》发表了题为《真实与虚假的自然历史》(Real and Sham Natural History) 的文章。他严厉抨击了西顿、朗和查尔斯·G·D·罗伯茨 (Charles G.D. Roberts) 等作家对野生动物荒诞的虚构想象，他还谴责当时盛行的现实主义动物小说是“树林中的黄色新闻”。巴勒斯的抨击对象及其支持者们在多家报刊读物上发文进行反击，由此引发的争论在公众媒体上愈演愈烈，持续了近六年。
对这场辩论的持续宣传使得人们逐渐怀疑当时流行的自然写作的真实性，而科学家与作家之间的关系也常常是剑拔弩张。当時任美國总统西奥多·罗斯福公开表示支持巴勒斯，并在1970年9月《所有人杂志》(Everybody's Magazine) 上发表其文章《自然骗徒》(Nature Fakers) 时，这场争论实际上就宣告结束了。罗斯福推广了否定口语表达，正是因为它的推广人们后来才了解到自然骗徒是指那些刻意虚构自然故事细节的人。后来该术语的定义得以扩充，包含那些过度感性描绘大自然的人。

## 背景

### 迅速发展的自然领域
19世纪末，美国社会开始重新把目光投向大自然，并且热衷于探索自然带来的优美风景和娱乐享受。黄石国家公园，是美国首个国家公园，始建于1872年，到1900年，美国又增加了六座国家公园。人们可以乘坐火车轻松前往公园游玩，铁路公司因此在其广告宣传中强调，正是因为火车，人们才能够观赏到这些自然奇观。除了搭乘火车前去游览公园，人们也有很多机会在离家较近的地方欣赏自然美景和享受户外休闲活动。纽约中央公园等城市公园因為其交通便利而大受欢迎，而不同年龄段的男孩和女孩们则经常光顾基督教青年会名義下的露营地。
由塞拉俱乐部的创始人约翰·缪尔等人物领导的荒野保护和自然保护运动於這時也开始出现。到20世纪之交，那些支持自然娱乐理念的人开始与缪尔这样的保护主义者的思想发生冲突。同样，评论家和自然科学家对于当下人们对自然产生的强烈情感表示不认同，他们认为这种社会潮流过分强调了感性和美学而非科学事实。19世纪，人们越来越同情动物及其生存情况，一部分是因为有机进化相关理论被大众广泛接受。1837年，查尔斯·达尔文在他的日记中写道：“如果我们大胆推测，那么动物，我们饱受痛苦、疾病、死亡、苦难和饥饿的同胞——我们辛苦劳作的奴隶，消遣娱乐的玩伴——可能与我们有着共同的祖先——我们可能都是同根同源的生物。” 

### 自然文学
19世纪末，随着自然话题的社会热度越来越高，相关市场越来越成熟，自然专题的书籍需求量大增。1901年一位评论家曾指出：“自然研究正成为我们教育计划中的首要之事，此外，它正按我们的计划朝满足大众娱乐需求的方向发展，这是当今进步的一部分，但令人惊讶的是，每一季竟然有数量如此之大且越来越多的出版物专门出版自然文学。” 此类文学皆定期出版，主题广泛：其中儿童动物书籍、荒野小说、自然指南和游记都大受欢迎。自然研究很快成为公立学校课程的一部分，这使得自然写作越来越有利可图。随着公众对这种富有想象力的作品的需求不断增加，一种新的文学类型诞生了，这种文学类型以感性而非理性的角度来描绘自然。

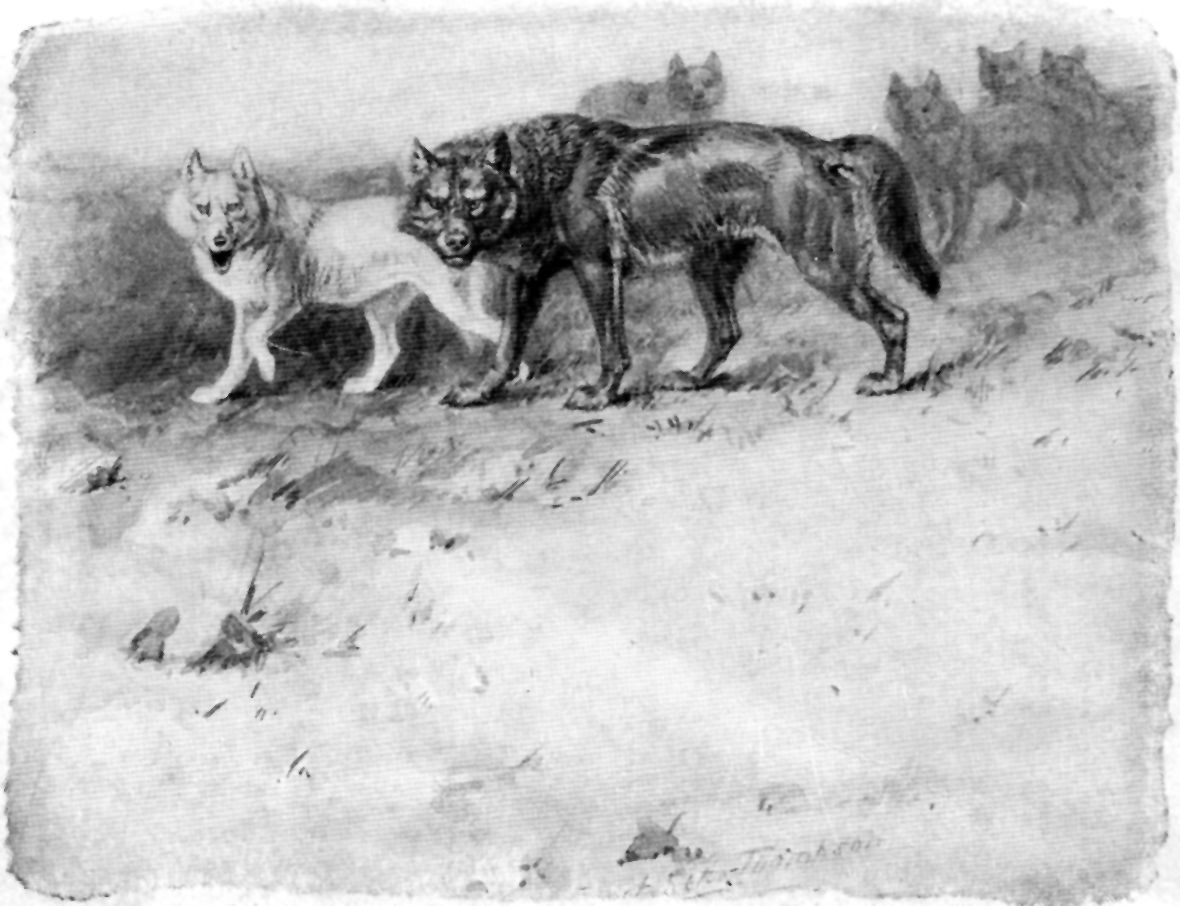
欧尼斯特·汤普森·西顿画的插图狼王罗伯(Lobo) 和他的伴侣布兰卡 (Blanca)

这种赋予动物人类特征的倾向并不新奇；伊索寓言中的动物故事当时依旧廣受读者喜爱，并启发了后世其他动物文学作品如鲁德亚德·吉卜林的《叢林奇譚》(1894）。但是，世纪之交的动物文学作家与之前的动物文学作家的区别之一在于，前者希望通过动物高尚、富有同情心的特征来为人类树立榜样。 例如，安娜·瑟威尔 (Anna Sewell) 的《黑神驹》似乎是以动物自身的视角讲述了一匹温顺良驹的故事；1890年由美国人文教育学会在美国出版后，瑟威尔的书进一步推动了反对虐待动物事业的发展。初露头角的动物福利运动鼓励社会大众共同支持對野生动物的保护，并且随后自然作家通过塑造野生动物的正面形象——尤其是那些似乎表现出可贵的人类品质的动物——来赢得人们对它们的同情。例如，当时一位人气自然作家玛贝尔·奥斯古德·赖特 (Mabel Osgood Wright) 就讲述了一隻狼在失去同伴后自己结束生命的故事。
作者兼插图画家欧尼斯特·汤普森·西顿于1898年出版了他的第一本畅销书《我所知道的野生动物》(Wild Animals I Have Known)。作为首部现实主义野生动物的故事体裁之作品，西顿的短篇故事集迅速成为当时最受欢迎的书籍之一。 尽管早期他一直认为自己是“一位常规意义上的博物学家，只试图积累素材和事实”，但后来他在描述事实时，开始以“浪漫故事的方式来呈现——虽然表现形式是虚构想象的，但实际上故事本身和其中的信息还是真实的。”故事集里的第一个故事《狼王传》，是西顿以自己在西南地区狩猎狼的真实经历为蓝本创作而成的。这部经典作品为他未来的作品定下了基调，将动物——尤其是经常在文学作品中以凶残邪恶的形象出现的掠食者——描绘为富有同情心和个人主义色彩的存在。据报道，曾有读者谴责西顿只是为了写作目的而杀死了罗伯的行为；但是，正如传记作者布莱恩·莫里斯(Brian Morris) 所说，读者的同情“正如西顿希望的那样，是针对野生动物的，而不是针对故事的讲述者的”。
西顿写故事的目的是将动物的语言“自由地翻译”成英语，因为它们“没有我们人类听得懂的语言”。这种动物故事通常开篇就是作者在强烈声明其准确性，而《我所知道的野生动物》标志着自然作家首次强调站在野生动物的视角讲述故事。正如加拿大诗人和作家查尔斯·G·D·罗伯茨 (Charles G.D. Roberts) 所言，这种文学类型着重于“动物的品格、个性、心理及其身体特征”。

## 争论的开始（1903年）

### 《真实与虚假的自然历史》
博物学家、作家约翰·巴勒斯因发表大量自然论文而声名鹊起。他本人是美国自然保护运动的积极倡导者，后来他的传记作者爱德华·雷尼汉 (Edward Renehan) 还形容他是“一位肩负着记录下自己对自然世界独特见解的责任的人文博物学家”。巴勒斯坚持认为，自然作家必须既忠实于自然科学，又忠实于他们对所见所闻的真实感受；他在1895年出版的自然散文合集《醒来的森林》(Wake-Robin) 的导言中写道：“人文博物学家不会随意篡改事实；事实是其赖以生存的根本。事实越充分，作品越成功。” 
当《大西洋月刊》发表了一篇极尽夸奖牧师威廉·J·朗 (William J. Long) 於1902年的著作《森林学校：动物本能和动物训练的一些生命研究》(School of the Woods: Some Life Studies of Animal Instinct and Animal Training) 的评论时，這使得巴勒斯倍感愤怒。朗之前曾出版过六本书，尽管巴勒斯也并不认可这位神职人员之前的其他作品，可是尤其是这部作品，他不能接受将其称之为自然写作。朗不仅主张，动物表现出科学所无法预测的独特且富有个人主义的行为，而且他还写道，“自然的多样性和适应性绝对没有限制，即使是一个单一物种”。巴勒斯并不是第一个质疑这种文学类型的人，这种文学体裁中事实与虚构之间没有明确清晰的界线，同时它还任意歪曲自然界中的科学事实；欧尼斯特·英格索尔 (Ernest Ingersoll) 也发现了《森林学校》(School of the Woods) 中的问题，并指出“如果这本书中提出的观点能够成立，它将成为一本在动物学和心理学两方面都具有划时代意义的书籍”。巴勒斯认为像朗一类的作家为获取经济利益故意误导公众，他决定证明他们对野生动物的虚构描写不仅是不可能的，而且最终有损社会对自然的科学认知。 

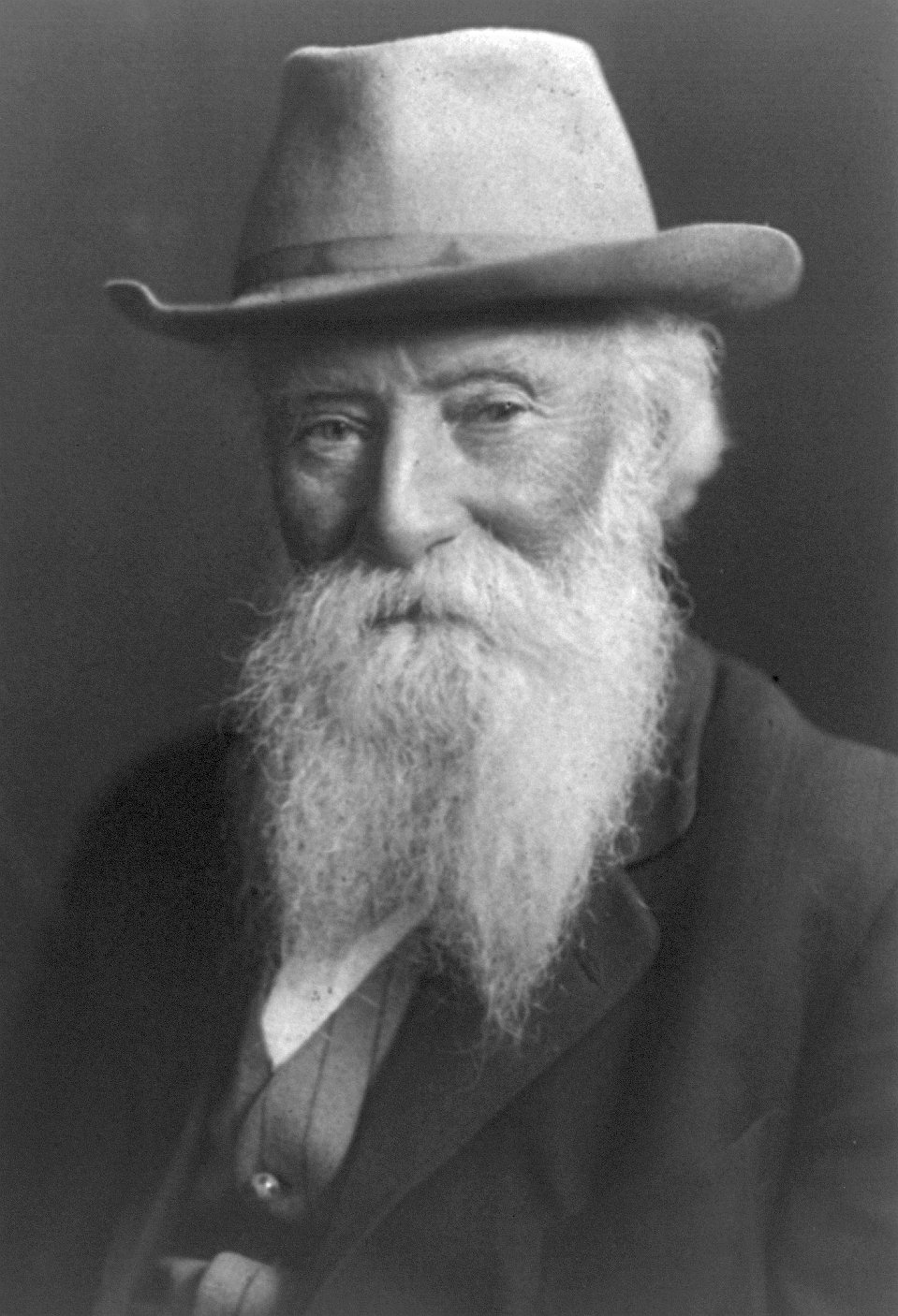
约翰·巴勒斯1909年

1903年3月，巴勒斯向《大西洋月刊》提交了一篇言辞犀利的文章，题为《真实与虚假的自然历史》(Real and Sham Natural History)；据说，编辑布利斯·佩里(Bliss Perry) 认为该文章“歪曲事实”并且“言辞偏激”，将其发还给巴勒斯进行修改。巴勒斯在文章之初称赞英格索尔、弗兰克·M·查普曼和夫劳伦斯·梅里亚姆·贝利 (Florence Merriam Bailey) 等作家，他认为这些人都是自然写作领域的杰出代表。鉴于巴勒斯自己严格忠于科学事实，他挑选出四本书进行批评：西顿的《我所知道的野生动物》(Wild Animals I have Known)、罗伯茨的《野生动物的近亲》(The Kindred of the Wild)、威廉·达文波特·赫伯特 (William Davenport Hulbert) 的《森林邻居》(Forest Neighbours) 和朗的《森林学校》(School of the Woods)。他特别批判了西顿的故事集，认为它是感性动物故事体裁的源头；他甚至将其改名为《我自己所知道的野生动物》(Wild Animals I Alone Have Known)。针对西顿所主张的，他故事中的事件和行为都是基于他个人的真实经历，巴勒斯进行了进一步的抨击，他这样写道：
汤普森·西顿先生(Thompson Seton) 用大写字母强调他的故事是真实的，可正是这种刻意的强调让人怀疑。故事确实很浪漫，确实产生了一定的艺术效果，确实可以迎合年轻的读者，但它却并非是真实的自然历史······据我所知，迄今为止没有出现和他的故事类似的有关动物聪明和才智的故事。